# 에브리원 초이스
《에브리원 초이스》는 MBC 에브리원과 MBC 드라마넷에서 방송하는 프로그램으로, 매주 게스트와 음식을 찾아가는 내용이다.